# 宮元啓一
宮元 啓一（みやもと けいいち、1948年1月19日- ）は、日本のインド哲学研究者。文学博士（東京大学・論文博士・1997年）。國學院大學名誉教授。インド哲学、ヴァイシェーシカ哲学専攻。

## 略歴
東京都生まれ。1970年東京大学文学部印度哲学科卒、1972年同大学院修士課程修了、1975年東方研究会研究員、春秋社編集部で仏教書籍などの担当編集者。1986年國學院大學講師、1988年助教授、1995年教授（文学部哲学科）。1997年「初期ヴァイシェーシカ学派の形而上学と認識論」で文学博士（東京大学）の学位を取得。
一般向けの仏教・インド哲学の著書が多数ある。
仏教思想の解説書を多数執筆しているが、個人的信条としては仏教徒ではなく、「出世間への強いあこがれをもつアニミスト」としている。

## 著書
- 『日本奇僧伝』東京書籍［東書選書］1985、オンデマンド版2005／ちくま学芸文庫 1998
- 『仏教400語おもしろ辞典』春秋社 1987／新版改題「なるほど仏教400語」2005
- 『インド文明 5000年の謎』光文社文庫 1989。図版本
- 『古代仏教の世界』光文社文庫 1989。図版本
- 『経典ガイドブック』春秋社 1990
- 『とらわれのない人生 仏教の24の名言に学ぶ』春秋社 1994
- 『語源雑学の旅』南雲堂 1994
- 『仏教誕生』ちくま新書 1995／講談社学術文庫 2012
- インド死者の書 鈴木出版 1997
- 『インドはびっくり箱』花伝社 1998
- 『ブッダ 伝統的釈迦像の虚構と真実』光文社文庫 1998。図版本
- 『牛は実在するのだ! インドの実在論哲学『勝宗十句義論』を読む』青土社 1999
- 『仏教法数辞典』鈴木出版 2000
- 『わかる仏教史』春秋社 2001／角川ソフィア文庫 2017
- 『インド哲学 七つの難問』講談社選書メチエ 2002／ちくま学芸文庫 2025
- 『般若心経とは何か ブッダから大乗へ』春秋社 2004
- 『ブッダが考えたこと これが最初の仏教だ』春秋社 2004
  - 『ブッダが考えたこと　仏教のはじまりを読む』角川ソフィア文庫 2015
- 『仏教かく始まりき　パーリ仏典『大品』を読む』春秋社 2005
- 『仏教の謎を解く』 鈴木出版 2005
- 『仏教の倫理思想 仏典を味読する』講談社学術文庫 2006
- 『ブッダのことば』春秋社 2009

春秋社「シリーズ・インド哲学への招待」
- 『インド人の考えたこと インド哲学思想史講義』2008
- 『インド哲学の教室 哲学することの試み』2008

花伝社「インド哲学教室」
- 1『「死」とはなにか　インドの死生哲学』2022
- 2『インドの唯名論・実在論哲学　大乗仏教の起源とことば』2023
- 3『インドの存在論・認識論・因果論哲学』2024

共著
- 『ビックリ! インド人の頭の中 超論理思考を読む』石飛道子共著 講談社 2003

### 翻訳
- 『中世インドの神秘思想 ヒンドゥー・ムスリム交流史』ムハンマド・ヘーダエートゥッラ、刀水書房 1981
- 『インド・アート 神話と象徴』ハインリッヒ・ツィンマー／ジョーゼフ・キャンベル編、せりか書房（アジア文化叢書） 1988
- 『インドの夢・インドの愛 サンスクリット・アンソロジー』 上村勝彦共編訳 春秋社 1994
- 『インド新論理学派の知識論 『マニカナ』の和訳と註解』 石飛道子共訳 山喜房佛書林 1998
- 『インドの「一元論哲学」を読む シャンカラ『ウパデーシャサーハスリー　散文篇』 春秋社 2008
- 『インドの「二元論哲学」を読む イーシュヴァラクリシュナ『サーンキヤ・カーリカー』 春秋社 (シリーズ・インド哲学への招待)  2008
- 『インドの「多元論哲学」を読む プラシャスタパーダ『パダールタダルマ・サングラハ』 春秋社 (シリーズ・インド哲学への招待)  2008
- 『ヴァイシェーシカ・スートラ 古代インドの分析主義的実在論哲学』臨川書店 2009
- 『インド最古の二大哲人 ウッダーラカ・アールニとヤージュニャヴァルキヤの哲学』春秋社 2011
- 『新訳 ミリンダ王の問い　ギリシア人国王とインド人仏教僧との対論』花伝社 2022
- 『［全訳］念処経　ブッダの瞑想法』花伝社 2022
- 『インド論理学へのいざない　新訳註『タルカサングラハ』『タルカバーシャー』』花伝社 2025
- 『インド哲学・知覚論へのいざない　八つのサンスクリット語原典からの和訳と註解』花伝社 2025

### 論文
- CiNii>宮元啓一
- INBUDS>宮元啓一